# 蘇聯國務委員會
苏维埃社会主义共和国联盟国务委员会（俄语：Государственный Совет СССР），或稱国务院，于1991年9月5日成立，旨在成为米哈伊尔·戈尔巴乔夫任内苏联重要政府机构之一。委员会成员由苏联总统和苏联加盟共和国的国家元首（通常为各加盟国的总统或最高苏维埃主席）组成。在过渡时期，苏联国务委员会是苏联最高国家权力机关，有权选举部长会议主席（总理），或指定在戈尔巴乔夫无法行使总统职权时代行职权的人；另外，苏联副总统在八一九事件后被废除。

## 经济运营管理委员会
八一九事件后，苏联中央政府权力大减，戈尔巴乔夫成立四人委员会（由俄罗斯苏维埃联邦社会主义共和国总理伊万·斯捷潘诺维奇·西拉耶夫领导，另三名成员为格里高利·亚夫林斯基、阿尔卡迪·沃尔斯基和尤里·卢日科夫）以选举新的部长内阁。该委员会后来改组为苏联经济运营管理委员会管理苏联经济，西拉耶夫续任主席一职。1991年8月28日，苏联最高苏维埃临时授予经济运营管理委员会与部长内阁相同的权力， 西拉耶夫事实上成为苏联部长会议主席。 经济运营管理委员会的权威很快被苏联跨共和国经济委员会超越。它的职能是协调整个苏联的经济政策。作为经济运营管理委员会主席，西拉耶夫让苏联走向了解体。
西拉耶夫上任初期意图减少中央政府权力，赋予各加盟共和国更多权力。但后来发生改变；他要求叶利钦归还他在八一九事件后篡夺的中央政府的大部分权力——但未能成功，它作为俄罗斯苏维埃联邦社会主义共和国总理的权力大减。 1991年9月26日，西拉耶夫第一副总理奥列格·洛博夫作为俄罗斯苏维埃联邦社会主义共和国部长会议中的反西拉耶夫头目，设法让西拉耶夫倒台；洛博夫取代西拉耶夫称为俄罗斯苏维埃联邦社会主义共和国代总理。西拉耶夫作为经济监督者，奉命寻找适合中央政府和苏维埃共和国的方式来开展经济改革。西拉耶夫试图在将计划经济过渡到市场经济的同时维持一体化经济。苏联的进一步解体导致跨共和国经济委员会改组为经济共同体州际经济委员会（协调加盟共和国和共和国之间的关系，宣布它们脱离苏联）。跨共和国经济委员会于1991年12月16日（一所17日）与其他三十五国签署《能源宪章条约》 表明其国际意图，但苏联余下十二个加盟共和国的九个另行订立了宪章。

## 苏联解体
根据俄罗斯苏维埃联邦社会主义共和国的总统令，苏联国务委员会于12月19日解散。同年12月25日，因独联体成立，戈尔巴乔夫辞任苏联总统职务。至此联邦政府宣告终结。次日（12月26日），苏联最高苏维埃民族院正式宣布苏联解体。